# Horatio-Gletscher
Der Horatio-Gletscher (polnisch Lodowiec Horacego) ist ein großer Gletscher auf Nelson Island im Archipel der Südlichen Shetlandinseln. Er mündet in die Edgell Bay.
Polnische Wissenschaftler benannten ihn 1984 nach dem britischen Admiral Horatio Nelson (1758–1805).